# Східний Мідленд
Схі́дний Мі́дленд (англ. East Midlands, дос. «Східні Серединні землі») — регіон на сході Англії.
Площа регіону — 15 627 км², населення — приблизно 4 172 179 чоловік (за даними 2001 року). Адміністративний центр — Мелтон-Моубрей (в графстві Лестершир). Найбільше місто — Ноттінгем, інші великі міста — Лестер, Лінкольн, Дербі та Нортгемптон.

## Історія
Регіон утворений 1994 року, включає основну частину східної області традиційного регіону Мідлендс (Середня Англія).

## Географія
Загальна площа території 15 627 км² (4-е місце серед регіонів Англії). Омивається на сході Північним морем, на південному сході межує з регіоном Східна Англія, на півдні з регіоном Південно-Східна Англія, на північному заході з регіоном Північно-Західна Англія, на півночі з регіоном Йоркшир і Гамбер.

## Міські агломерації
У регіоні Східний Мідленд розташовані 7 великих міських агломерацій з населенням понад 100 тисяч чоловік (за даними 2001 року, в порядку убування чисельності населення):
- Ноттінгем: 666358
- Лестер: 441213
- Дербі 236738
- Нортгемптон: 197199
- Менсфілд: 158114
- Лінкольн: 104221
- Честерфілд/Стейвлі: 100879

## Населення
Населення регіону становить 4 172 179 осіб (8-е місце серед регіонів Англії), при середній щільності 267 чол./км² (2001 рік). Чоловічого населення в регіоні приблизно 49,1 %, жіночого — 50,9 %. Для порівняння, для Англії ці цифри дорівнюють приблизно 48,7 % і 51,3 % відповідно.
Білі британці становлять основну частину населення регіону, їх кількість близько 3 800 000 чоловік, що становить приблизно 91 % населення. Основна не-британська етнічна група на території Східного Мідленда — вихідці з Індії, їх діаспора близько 120 000 чоловік становить приблизно 3 % населення.
У Східному Мідленді близько 3 000 000 християн, що становить приблизно 72 % від населення. Близько 660 000 не релігійні (приблизно 16 %). У регіоні близько 70 000 мусульман (приблизно 1,7 %), і близько 67 000 індуїстів (приблизно 1,4 %).

## Політика
Рада Східного Мідленда (англ. East Midlands Councils) була утворена у квітні 2010 року внаслідок скасування Регіональної Асамблеї Східного Мідленда (East Midlands Regional Assembly). Рада Східного Мідленда складається з 98 членів: 92 з них представляють 46 місцевих рад регіону Східний Мідленд, двоє — представники пожежної та рятувальної служб, двоє — від поліції, і два представники парафіяльних та міських рад.
Агентство з розвитку Східного Мідленда (англ. East Midlands Development Agency) створено Урядом 1999 року з метою розвитку економіки регіону.

## Європейський парламент
Жителі регіону Східний Мідленд беруть участь у виборах Європейського парламенту, який у виборчий період 2009—2014 років повинен складатися з 736 делегатів. На останніх виборах 4 червня 2009 регіон Східний Мідленд обрав 5 делегатів:
- Роджер Хелмер, Емма Маккларкін — Консервативна партія Великої Британії
- Ґленіс Віллмотт — Лейбористська партія
- Дерек Кларк — Партія незалежності Сполученого Королівства
- Білл Ньютон Данн — Ліберальні демократи

## Адміністративний поділ
Східний Мідленд включає в себе дев'ять політично незалежних один від одного адміністративних одиниць — п'ять неметропольних графств (Дербішир, Ноттінгемшир, Лінкольншир, Лестершир і Нортгемптоншир), і чотири унітарні одиниці (Дербі, Ноттінгем, Лестер і Рутленд). Неметропольні графства та унітарні одиниці об'єднані в шість церемоніальних графств — Дербішир, Ноттінгемшир, Лінкольншир (†), Лестершир, Ратленд і Нортгемптоншир, для забезпечення ними церемоніальних функцій. П'ять неметропольних графств регіону, в свою чергу, діляться на 36 неметропольних районів. Унітарні одиниці поділу на райони не мають.
| Карта                         | Церемоніальне графство        | Неметропольне графство /Унітарна одиниця                                                                      | Райони графства |
| ----------------------------- | ----------------------------- | --- | --- |
|                               | Дербішир                      | 1. Дербішир                                                                                                   | Хай Пік, Дербішир Дейлс, Південний Дербишир, Ерівош, Амбер Велі, Північно-Західний Дербішир, Честерфілд, Болсовер. |
| 2. Унітарна одиниця Дербі     | Дербішир                      | | |
| Ноттінгемшир                  | 3. Ноттінгемшир               | Рашкліф, Брокстоу, Ешфілд, Джедлін, Ньюарк і Шервуд, Мансфілд, Бассетло                                       | |
| Ноттінгемшир                  | 4. Унітарна одиниця Ноттінгем | | |
| Линкольншир†                  | 5. Лінкольншир                | Лінкольн, Північний Кестівен, Південний Кестівен, Південний Голенд, Бостон, Східний Ліндсей, Західний Ліндсей | |
| Лестершир                     | 6. Лестершир                  | Ченвуд, Мелтон, Гарборо, Еудбі та Вігстон, Блебі, Гінклей і Босворт, Північно-Західний Лестершир              | |
| Лестершир                     | 7. Унітарна одиниця Лестер    | | |
| 8. Рутленд (унітарна одиниця) |                               | | |
| 9. Нортгемптоншир             | 9. Нортгемптоншир             | Південний Нортгемптоншир, Нортгемптон, Довентрі, Веллінборо, Кеттерінг, Корбі, Східний Нортгемптоншир         | |

† — церемоніальне графство Лінкольншир включає в себе адміністративні одиниці також і з інших регіонів.

## Спорт
Три з двадцяти чотирьох професійних футбольних клубів, які виступають в сезоні 2011/2012 в Чемпіонаті Футбольної ліги, базуються в регіоні Східний Мідленд:
- Дербі Каунті
- Лестер Сіті
- Ноттінгем Форест

Два з двадцяти чотирьох клубів, що виступають в Першій Футбольній лізі:
- Ноттс Каунті
- Честерфілд

Два з двадцяти чотирьох клубів, що виступають у Другій Футбольної лізі:
- Лінкольн Сіті
- Нортгемптон Таун

Три з двадцяти чотирьох професійних або напівпрофесійних клубів у Національній Конференції:
- Альфретон Таун
- Кеттерінг Таун
- Мансфілд Таун

П'ять із двадцяти двох клубів, які виступають в Північній Конференції:
- Бостон Юнайтед
- Гейнсборо Триніті
- Іствуд Таун
- Корбі Таун
- Гінклі Юнайтед